# (277) Elvira
Pour les articles homonymes, voir Elvira.
(277) Elvira est un astéroïde de la ceinture principale.

## Description
(277) Elvira est un astéroïde de la ceinture principale découvert par Auguste Charlois le 3 mai 1888 à Nice. Cet astéroïde appartient à la famille de Coronis.

## Nom
L'astéroïde est probablement nommé en référence au personnage d'Elvire, qui apparait dans les Méditations poétiques (1820) et les Harmonies poétiques et religieuses (1830) d'Alphonse de Lamartine (1790-1869), poète et homme d'état français.